# Amazon Redshift
Amazon Redshift és un producte de magatzem de dades que forma part de la plataforma més gran d'informàtica en núvol Amazon Web Services. Està construït sobre la tecnologia de l'empresa de magatzem de dades de processament paral·lel massiu (MPP) ParAccel (posteriorment adquirida per Actian), per gestionar conjunts de dades a gran escala i migracions de bases de dades. Redshift es diferencia de l'altra oferta de bases de dades allotjades d'Amazon, Amazon RDS, en la seva capacitat per gestionar càrregues de treball analítiques en conjunts de dades grans emmagatzemats per un principi DBMS orientat a columnes. Redshift permet fins a 16 petabytes de dades en un clúster.
Amazon Redshift es basa en una versió anterior de PostgreSQL 8.0.2 i Redshift ha fet canvis a aquesta versió. El novembre de 2012 es va publicar una versió beta inicial i una versió completa va estar disponible el 15 de febrer de 2013. El servei pot gestionar connexions de la majoria d'altres aplicacions mitjançant connexions ODBC i JDBC. Segons l'informe Cloud Data Warehouse publicat per Forrester el quart trimestre de 2018, Amazon Redshift va tenir el major nombre de desplegaments de magatzem de dades al núvol, amb més de 6.500 desplegaments.
Redshift utilitza el processament i la compressió paral·lels per reduir el temps d'execució de l'ordre. Això permet a Redshift realitzar operacions en milers de milions de files alhora. Això també fa que Redshift sigui útil per emmagatzemar i analitzar grans quantitats de dades de registres o fluxos en directe a través d'una font com Amazon Kinesis Data Firehose.
Amazon ha enumerat diversos propietaris de programari d'intel·ligència empresarial com a socis i eines provades al seu programa "APN Partner",  incloent Actian, Actuate Corporation, Alteryx, Dundas Data Visualization, IBM Cognos, InetSoft, Infor, Logi Analytics, Looker, MicroStrategy, Pentaho, Qlik, SiSense, Tableau Software, i aleta groga. Les empreses associades que ofereixen eines d'integració de dades inclouen Informatica i SnapLogic. Els socis de consultoria i integració de sistemes inclouen Accenture, Deloitte, Capgemini i DXC Technology.
El "vermell" en el nom de Redshift al·ludeix a Oracle, una empresa de tecnologia informàtica competidora que de vegades es coneix informalment com "Big Red" a causa del seu color vermell corporatiu. Per tant, els clients que optessin per moure les seves bases de dades d'Oracle a Redshift estarien "canviant" de "Vermell".